# Rottnesteiland
Rottnesteiland (Engels: Rottnest Island) is een eiland aan de zuidwestkust van Australië, dat behoort tot de staat West-Australië. Het eiland kreeg de naam van de Nederlandse ontdekkingsreiziger Willem de Vlamingh. Rottnesteiland is een reservaat en het eiland is met name bekend voor de grote populatie quokka's, een kleine kangoeroesoort.

## Geografie
Rottnesteiland ligt bij de zuidwestpunt van West-Australië op 19 km uit de kust van Fremantle in de Indische Oceaan. Het eiland is 19 km² groot met een lengte van 11 km op het langste punt en een breedte van 4,5 km op het breedste punt. Rottnesteiland heeft een kalkstenen ondergrond en is redelijk vlak met het hoogste punt op 46 meter.  Het eiland was voorheen grotendeels bebost, maar door houtkap, aanleg van weilanden en bosbranden zijn in de loop der eeuwen veel bomen verdwenen. Op Rottnesteiland liggen verschillende ondiepe zoutmeren. Langs de kusten bevinden zich zandduinen en in zee riffen. In 2016 waren er 334 permanente bewoners op Rottnesteiland. De voornaamste nederzetting is Thomson Bay, aan de oostzijde van het eiland.
Voor de kust van Rottnesteiland bevindt zich de Perth Canyon.

## Geschiedenis
Rottnesteiland werd ongeveer 7.000 jaar geleden van het vasteland van het Australische continent gescheiden door stijging van de zeespiegel na de laatste ijstijd.
Archeologische vondsten tot 30.000 jaar oud zijn gevonden op Rottnesteiland van Aborigines. De lokale Noongar noemden het eiland Wadjemup, wat "plek over het water waar de geesten zijn" betekent. Nadat Rottnesteiland eerder al door Nederlandse zeevaarders was gezien en bezocht, kreeg het eiland in 1696 zijn naam. VOC-kapitein Willem de Vlamingh zag de quokka's aan voor grote ratten en noemde het eiland daarom Rotte nest-eiland, later verbasterd tot Rottnest. Na de kolonisatie van Australië door Groot-Brittannië deed Rottnesteiland dienst als landbouwgebied, strafkolonie, interneringskamp en militaire locatie. In 1917 werd het eiland uitgeroepen tot reservaat.

## Natuur
Op Rottnesteiland leven ongeveer tienduizend quokka's. Deze kangoeroesoort is daarentegen zeldzaam geworden op het vasteland. Langs de kusten komen de Australische zeeleeuw, Nieuw-Zeelandse zeebeer en tuimelaar voor. Rottnesteiland ligt in de migratieroute van de bultrug. Diverse soorten watervogels zoals Australische bergeenden en wigstaartpijlstormvogels komen voor op Rottnesteiland, evenals onder meer honingeters en visarenden. Verder leven er drie soorten kikkers op het eiland en enkele soorten reptielen, waaronder de giftige gevlekte bruine slang. Een ondersoort van de pijnappelskink, Tiliqua rugosa konowi, komt uitsluitend (endemisch) op dit eiland voor.

## Toerisme
Rottnesteiland wordt jaarlijks door ongeveer een half miljoen toeristen bezocht. Dagelijks varen er veerboten tussen Rottnesteiland en Perth, de hoofdstad van West-Australië. Op Rottnesteiland zijn verschillende fiets- en wandelroutes. Langs de kust liggen verschillende plekken om te zwemmen, snorkelen en surfen.